# شبه الجزيرة الجنوبية
شبه الجزيرة الجنوبية (بالإنجليزية: Southern Peninsula)‏ هو أقليم في آيسلندا، يتبع آيسلندا، بلغ عدد سكانه 21431 نسمة، في 2008، عاصمته كيفلافيك، تبلغ مساحته 829 كيلومتر مربع.

## معرض صور

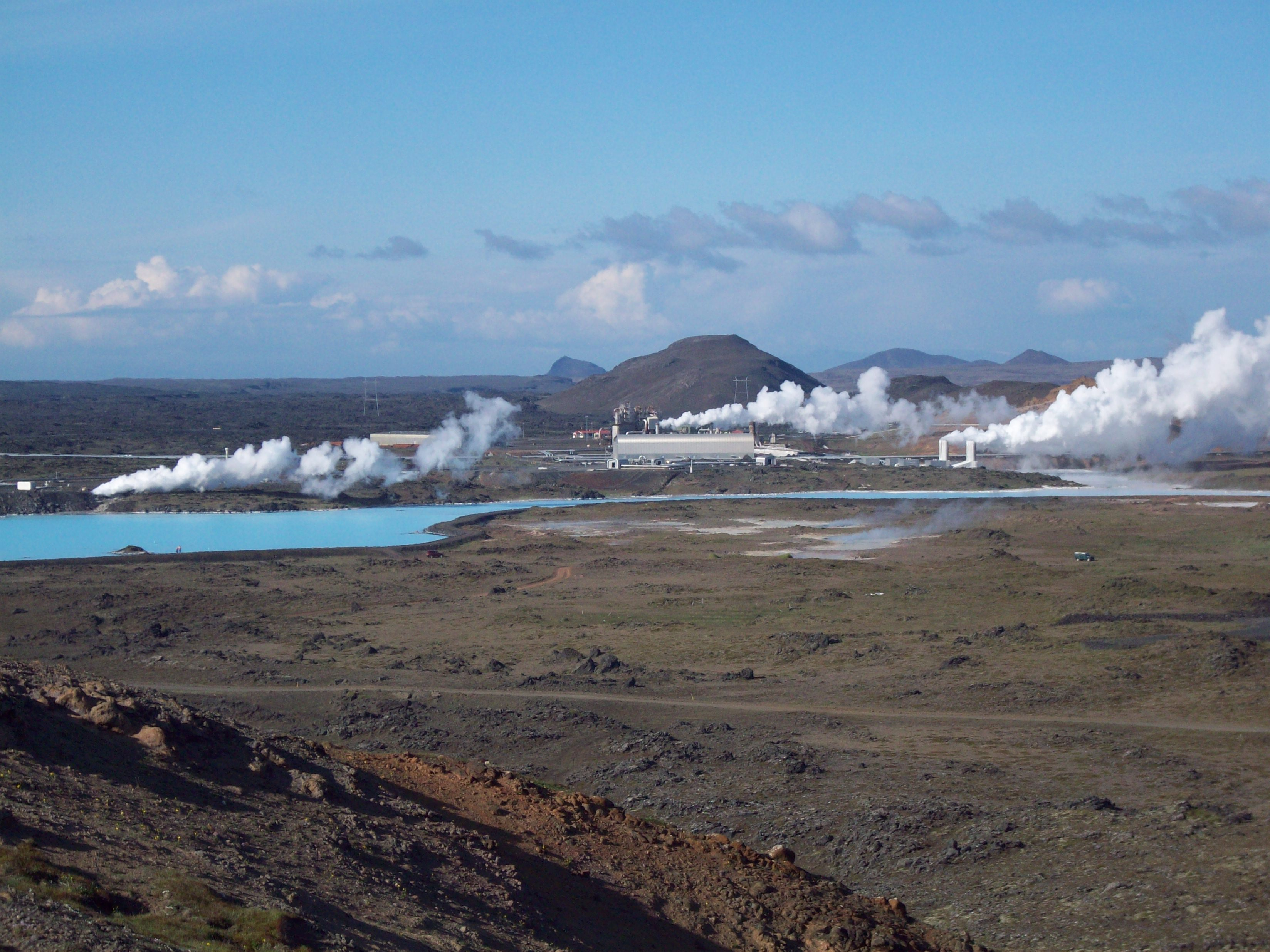
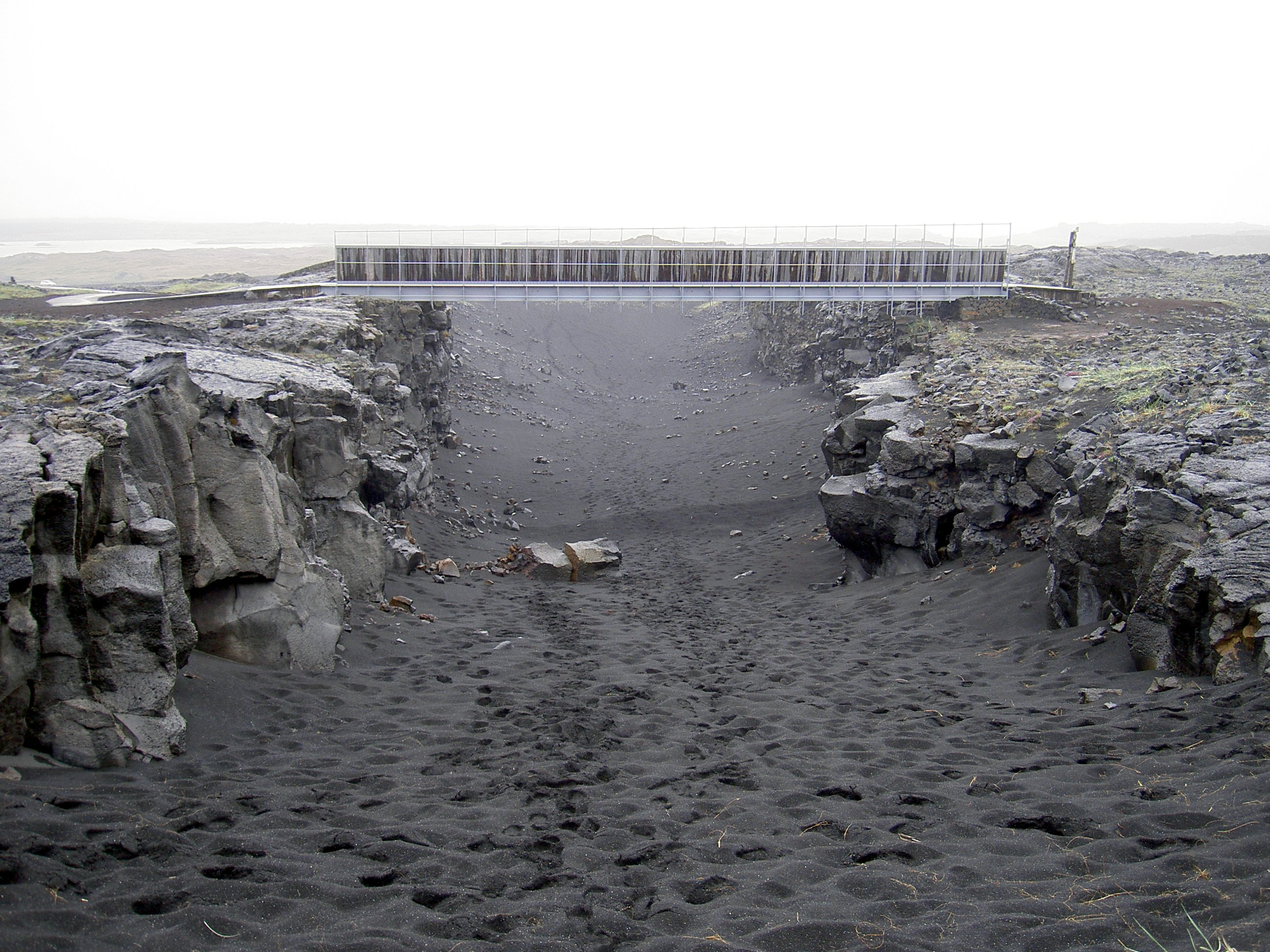
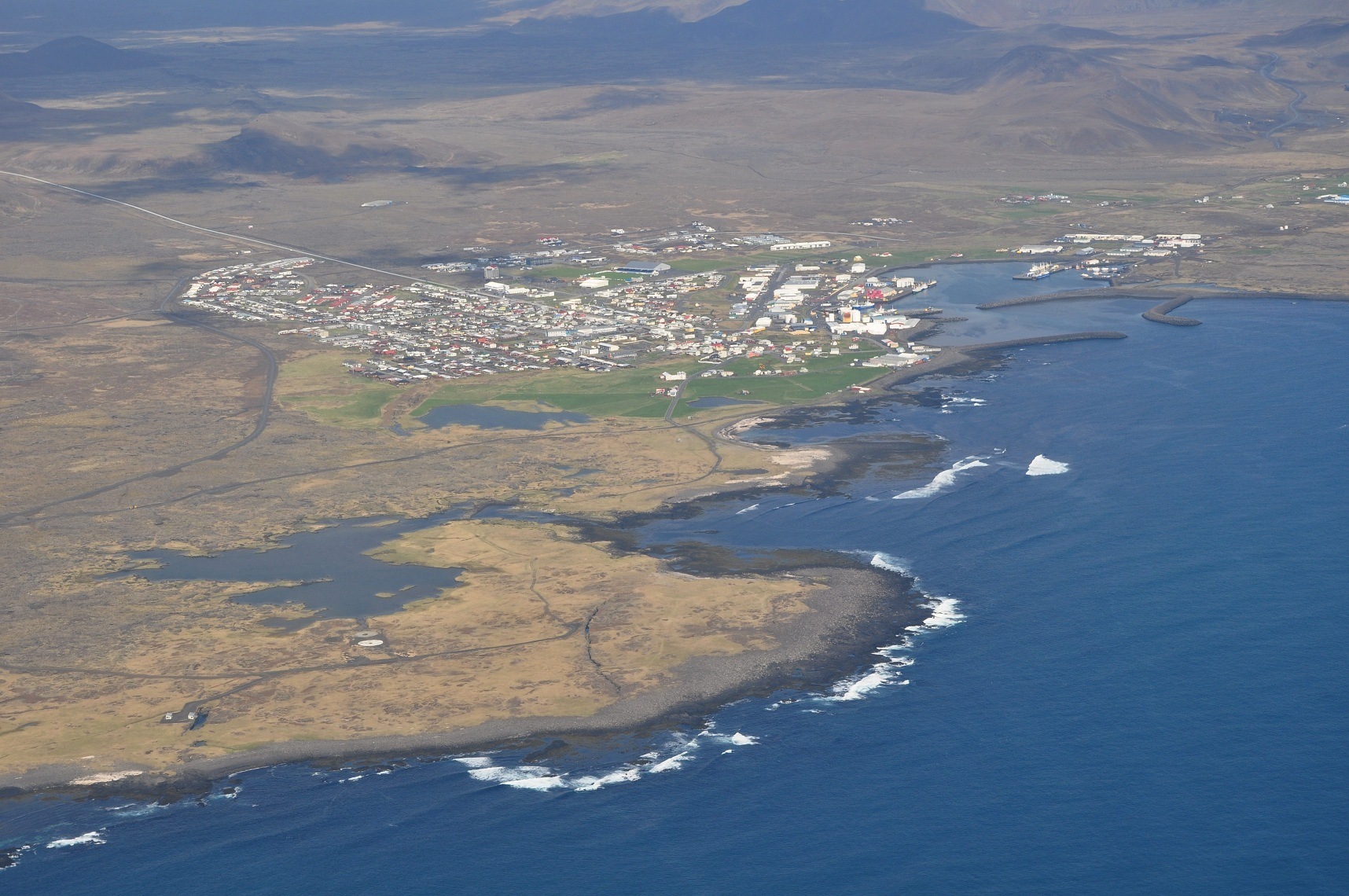
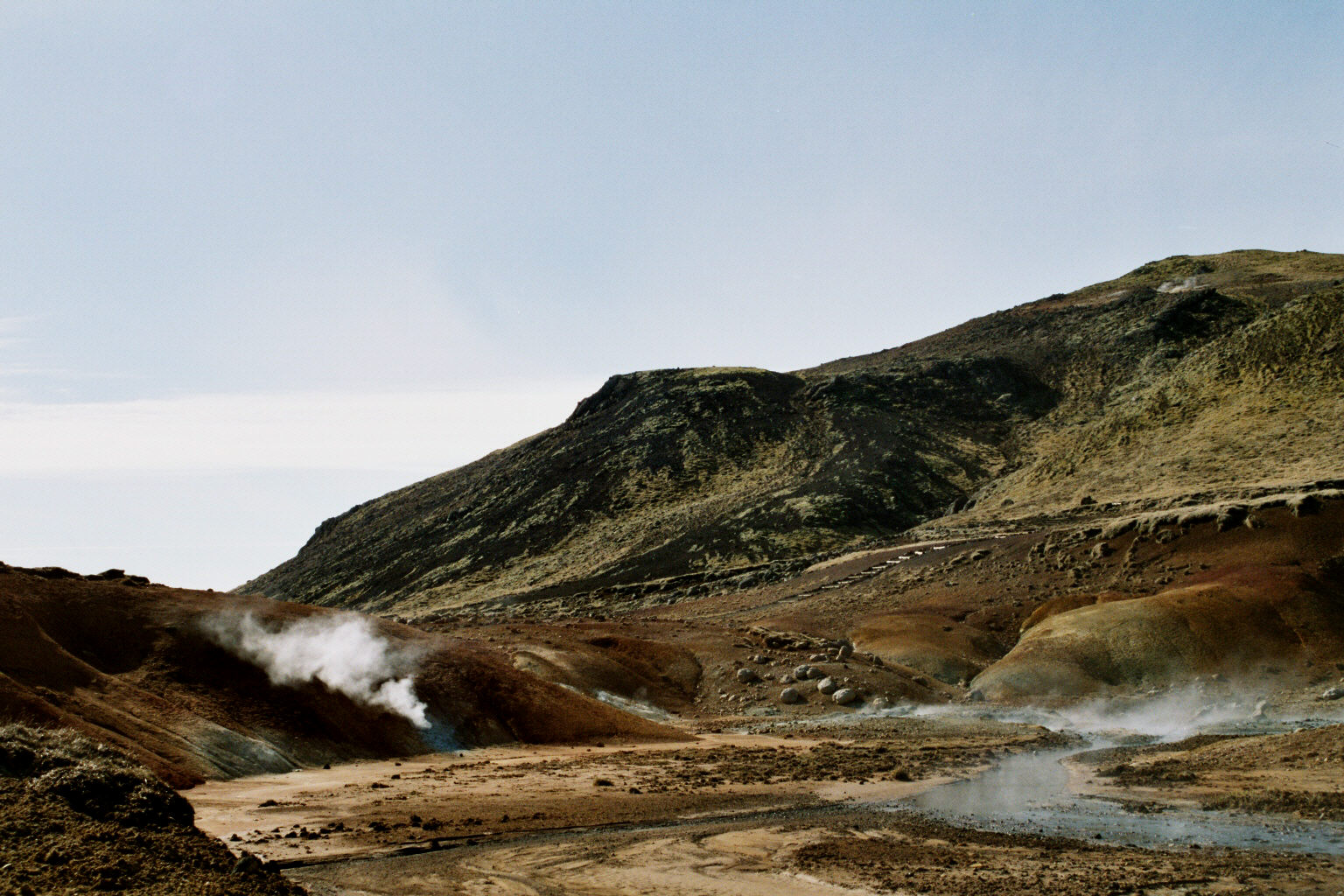
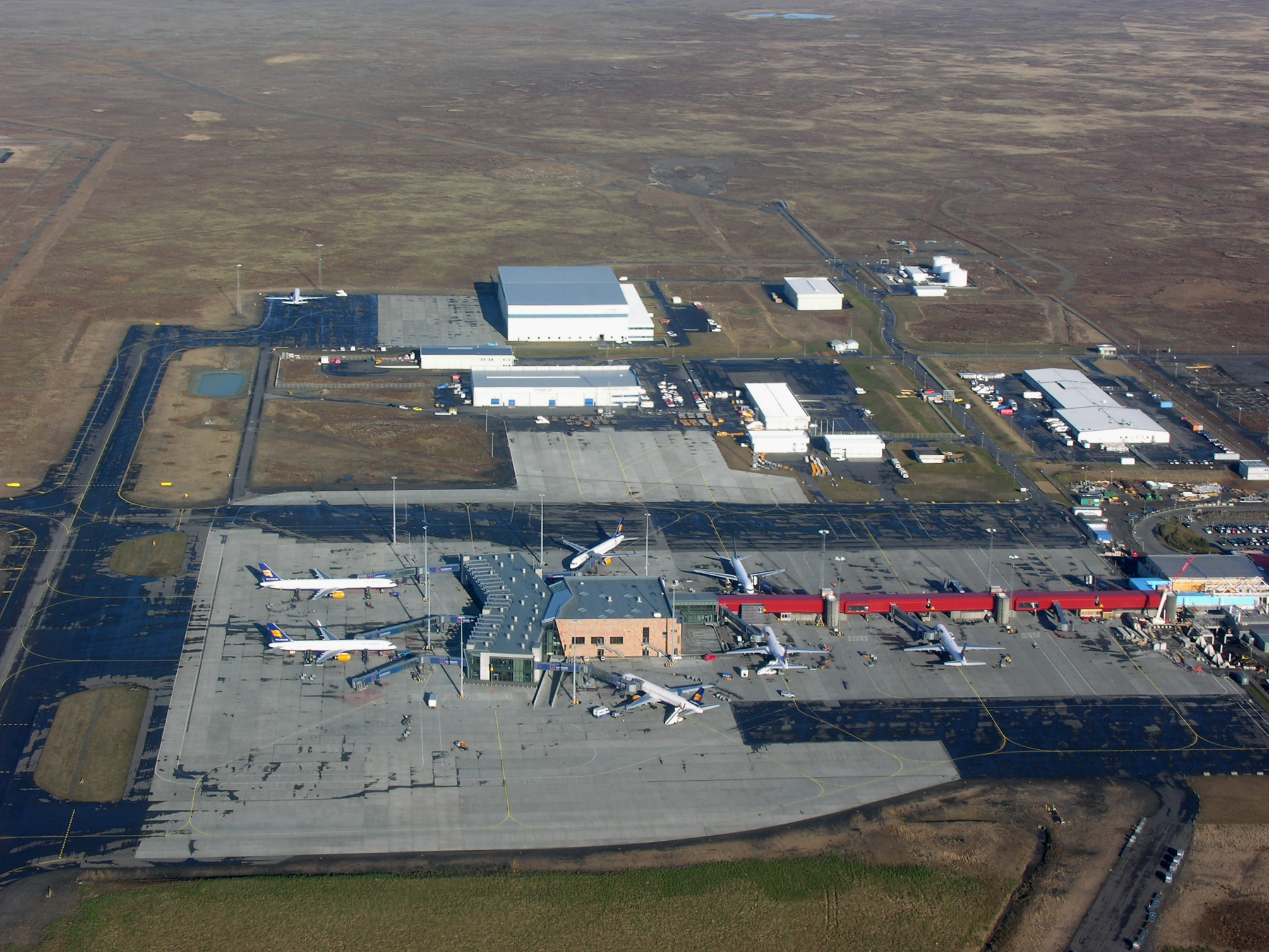